# Liste der Monuments historiques in Grosrouvre
Die Liste der Monuments historiques in Grosrouvre führt die Monuments historiques in der französischen Gemeinde Grosrouvre auf.

## Liste der Bauwerke
| Bezeichnung                           | Beschreibung                                              | Standort                | Kennzeichnung | Schutzstatus | Datum | Bild           |
| ------------------------------------- | --------------------------------------------------------- | ----------------------- | ------------- | ------------ | ----- | -------------- |
| Château de la Mormaire                | Schloss, erbaut im 17. Jahrhundert                        | (Lage)                  | PA00087790    | Inscrit      | 1990  | weitere Bilder |
| Kirche St-Martin                      | Erbaut im 12. Jahrhundert                                 | (Lage)                  | PA00125461    | Classé       | 1995  | weitere Bilder |
| Grenzsteine der Jagdallee von Karl X. | siehe auch Liste der Monuments historiques in Gambaiseuil | Le Chêne Rogneux (Lage) | PA00087440    | Inscrit      | 1950  |                |

## Liste der Objekte
- Monuments historiques (Objekte) in Gressey in der Base Palissy des französischen Kultusministeriums